# Нова Трапезунда
Нова Трапезунда (грч. Νέα Τραπεζούντα, Неа Трапезунда) је насељено место у општини Катерини у периферији Средишња Македонија, Грчка. Према попису из 2021. године било је 396 становника.
Насеље је подигнуто после 1924. године насељавањем грчких избегличких породица из Понта у Турској. На попису из 1940. године Нова Трапезунда је имала 716 становника. Село се раније звало Свети Јован Софис (Ајос Јоанис Софис).